# Luftstridsmanöver

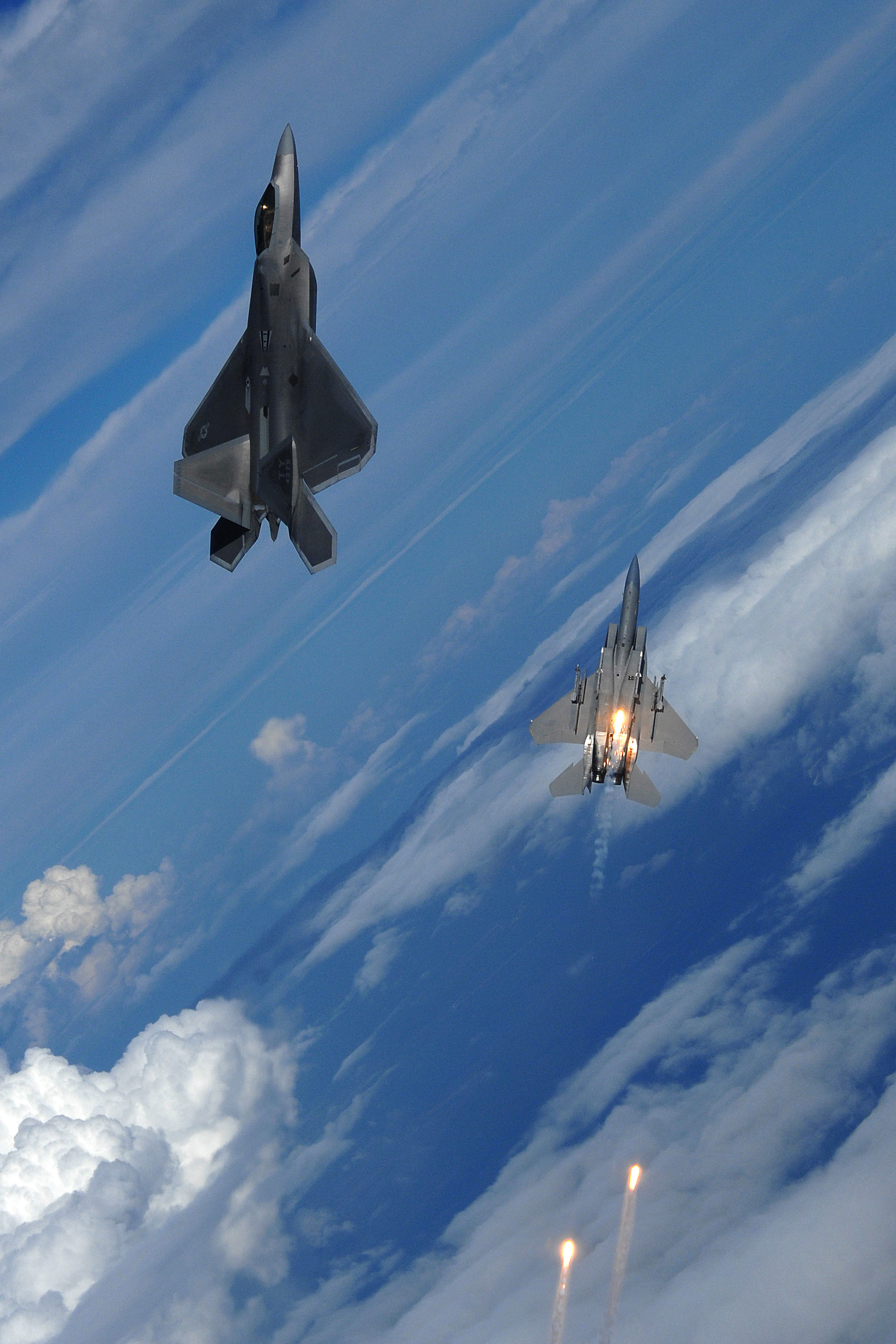
F-22 Raptor som manövrerar mot en F-15 Eagle i uppsatt kurvstrid.

Luftstridsmanövrar är taktiska flygmanövrar som utövas av stridsflygplan under aktiv luftstrid för att uppnå positionsövertag mot motståndare, samt för att undkomma inkommande fientliga attacker och utfall. Dylika manövrar associeras främst med kurvstrid (närstrid i luften) eftersom sådan strid främst avgörs att den part som kan utmanövrera motståndaren.

## Luftstridsmanövrar
inkomplett lista
- Immelmannsväng (engelska: Immelmann turn)
- Kort parad (engelska: Cobra maneuver)
- Stöttaktik (engelska: boom and zoom), "svepa"